# جاك ماكلارين
جاك ماكلارين هو فلاح وسياسي كندي، ولد في 1951 في كندا. حزبياً، نشط في حزب أونتاريو المحافظ التقدمي. وقد انتخب عضو برلمان مقاطعة أونتاريو عن دائرة Carleton—Mississippi Mills (provincial electoral district) ‏ وقد انضم خلال فترته النيابية (28 مايو 2017 – )  للكتلة البرلمانية Trillium Party of Ontario ‏ وانتخب عضو برلمان مقاطعة أونتاريو عن دائرة Carleton—Mississippi Mills (provincial electoral district) ‏ وقد انضم خلال فترته النيابية (6 أكتوبر 2011 – 28 مايو 2017)  للكتلة البرلمانية حزب أونتاريو المحافظ التقدمي.

## وصلات خارجية
- الموقع الرسمي